# Istoria Dobrogei

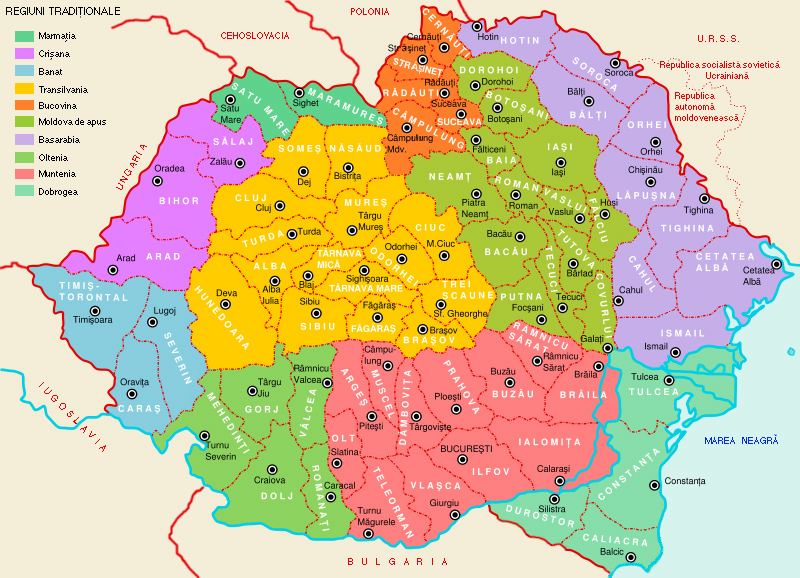
Harta României interbelice, pe care Dobrogea este colorată în albastru-verde

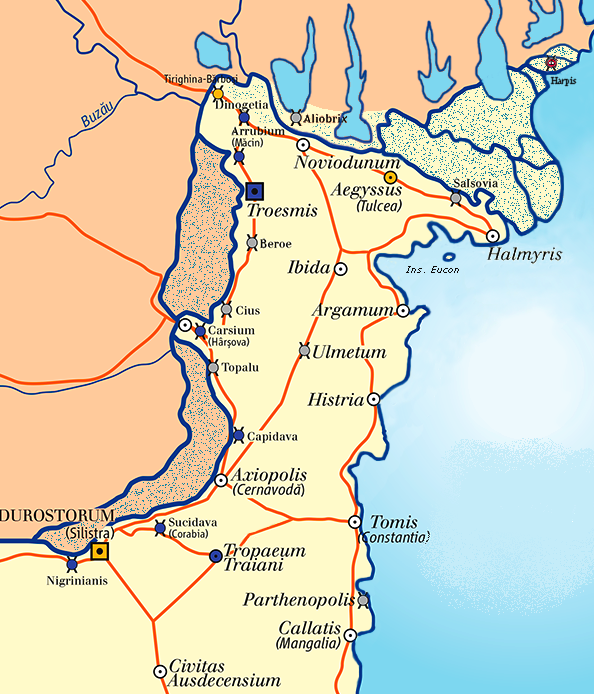
Harta provinciei romane Scythia minor.

În roșu zona populată de sciți din Sciția Mică.

Istoria Dobrogei, bogată și complexă, se întinde pe o perioadă documentată de timp de mai bine de 2.500 de ani.

## Istoria antică a Dobrogei

### Coloniile grecești și primele formațiuni statale dacice

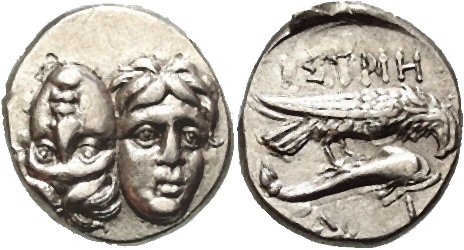
Monede bătute la Histria

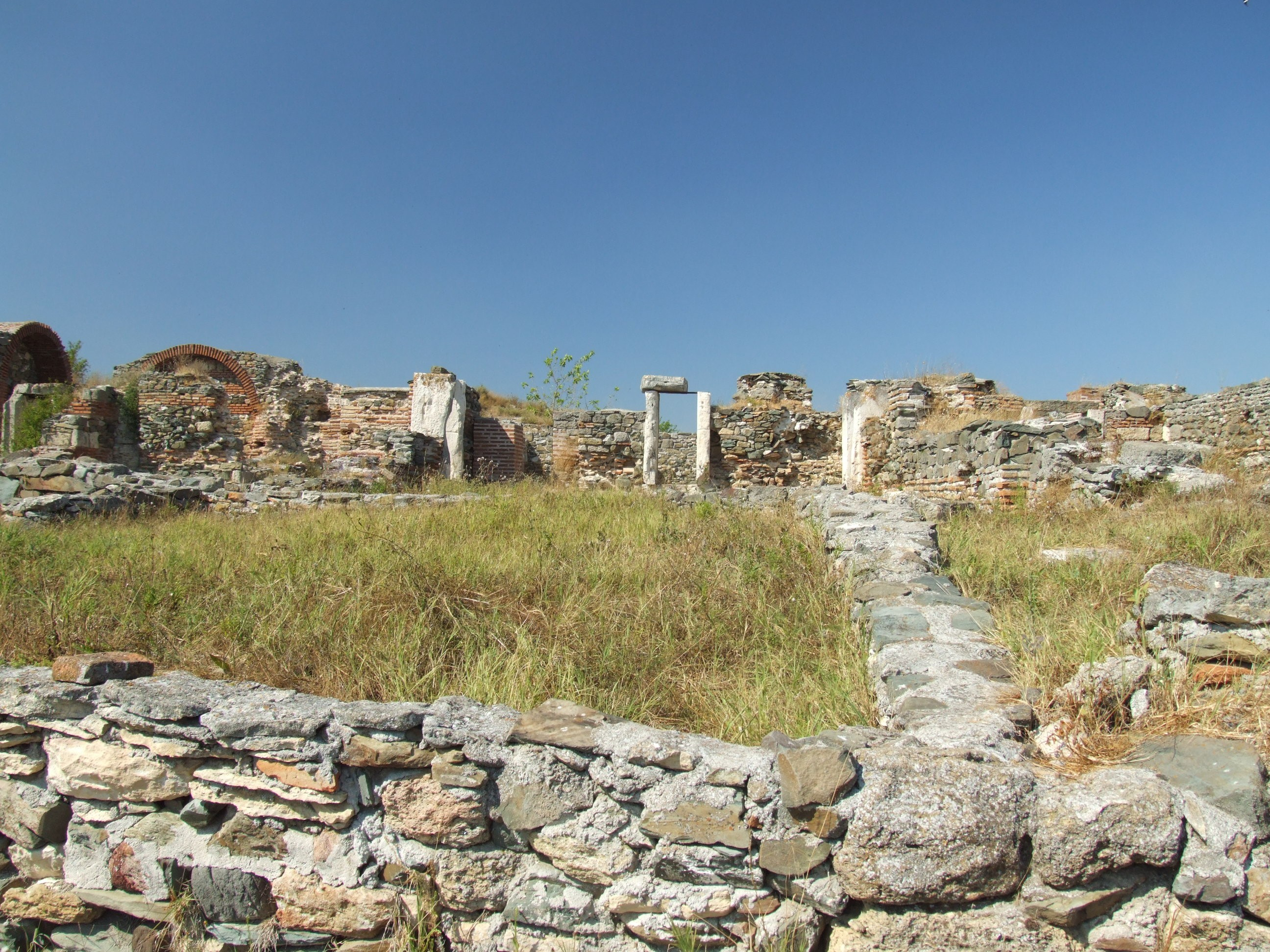
Cetatea Histria

Începând cu secolul al VIII-lea î.Hr., corăbiile grecești purtând familii întregi de negustori, meșteșugari, ostași și marinari intră în marea denumită de Sciți Axaina (albastru întunecat) și o denumesc Pontos Euxeinos (euxeinos însemnând în grecă primitoare). Zona gurilor Dunării, prin posibilitățile sale comerciale, le atrage atenția, și coloniști veniți din Marea Egee și de pe coasta de sud a Pontului Euxin (Marea Neagră) întemeiază aici mai multe cetăți-porturi. Printre cele mai importante dintre aceste cetăți se numără Odessos (Varna), Apollonia,  Dionysopolis (Balcic), Callatis, Tomis, Histria, Argamum, Halmyris, iar pe cursul Dunării Aegyssos (Tulcea) și Axiopolis (Cernavodă).
Dobrogea a fost locuită din timpuri străvechi de triburi trace printre care cele de la nord erau numite geto-dace (Geți fiind numirea grecească iar Daci cea romană). Așa cum Herodot menționează în Istoriile sale, în 514 î.Hr., anul expediției lui Darius, marele rege persan, Dobrogea era locuită în mare parte de triburi geto-dace. Hecateu din Milet (550 î.Hr.-470 î.Hr.) observă prezența triburilor getice dobrogene numite trizi și crobizi. Chiar și sub stăpânirea persană, cetățile grecești au influențat semnificativ comerțul dintre mare și Dacia, marcând progresul comerțului dacilor și a civilizației acestora.
În circa 330 î.Hr., Alexandru cel Mare i-a înfrânt pe tracii vasali ai perșilor, și a ocupat Dobrogea, imperiul său ajungând până la Dunăre. În 322 î.Hr., anul destrămării imperiului lui Alexandru, Dobrogea este inclusă în regatul macedonian, iar geto-dacii își reiau autonomia locală de care dispuneau pe vremea perșilor.
Ulterior, cetățile grecești dobrogene au intrat în sfera de influență a regatului pontic condus de Mitridate al VI-lea Eupator.
În 55 î.Hr. Dobrogea și cetățile grecești de pe malul mării au fost înglobate în statul dac al lui Burebista, până în anul 44 î.Hr..
În secolele IV-III î.Hr. sunt menționați câțiva conducători daci: Zalmodegikos, Oroles, Rhemaxos, Zoltes; iar în secolul I î.Hr. sunt menționați conducătorii: Roles, în sudul Dobrogei, Dapyx, în centrul Dobrogei și Zyraxes, în nordul Dobrogei, care vor fi înfrânți de romani. În urma acestei victorii, Roma își întinde stăpânirea și asupra Dobrogei (28 î.Hr.).

### Dobrogea romană
Dobrogea a fost inclusă în a doua jumătate a secolului I î.Hr. în provicia romană Moesia Inferioara de către împăratul Octavian Augustus.
În timpul războaielor dacice Dobrogea a fost un teatru de război între daci, aliați cu sarmații contra romanilor. Una din cele mai strălucite victorii ale romanilor în aceste războaie a fost cea de la Adamclisi (102), unde s-a ridicat monumentul de la Tropaeum Traiani.
Printre barbarii care au început să apară pe teritoriul Dobrogei în secolul al III-lea se numără goții, gepizii și hunii.
Odată cu împărțirea definitivă a imperiului roman din 395, Dobrogea intră în componența Imperiul Roman de Răsărit, treptat creștinat și denumit mai târziu (de istoricii mai recenți, începând cu germanul Hieronymus Wolf) "Imperiul Bizantin".

## Istoria medievală a Dobrogei

### Dobrogea bizantină
Odată cu împărțirea definitivă a imperiului (395) Dobrogea (numită pe atunci Scythia Minor) intră în componența Imperiului Bizantin.
Împăratul Iustinian I a întărit cetățile de pe Dunăre, cartea lui Procopius ("Despre construcții") enumerând 90 de cetăți restaurate de împărat pe acest fluviu, dintre care aproape 50 în Dobrogea. Numele acestora sunt fie cele antice (Abrittus, Aegyssus, Axiopolis, Callatis, Carsium, Durustorum, Noviodunum, Odessos, Tomis, Troesmis, Ulmetum), fie locale (Bassidina, Diniscarta, Padisara, Residina, Sacidava, Zaldapa, Zisnudava) ori adaptări din latina vulgară (A Silva, Castellonovo, Gemellomuntes, Maurovalle). Paralel cu reorganizarea militară au fost întreprinse și schimbări în domeniul bisericesc. În Scythia Minor se aflau 15 episcopate subordonate mitropoliei de la Tomis. Numărul mare de bazilici creștine (spre exemplu, numai la Tropaeum erau cinci) indică importanța ierarhiei ecleziastice zonale, aceasta nefiind in partibus.
După anul 534, invazii pustiitoare ale hunilor (mai apoi ale avarilor și bulgarilor) vor avea loc și în Dobrogea, zona decăzând treptat din strălucirea sa de pe vremea lui Iustinian. Săpăturile arheologice au scos la iveală urmele unei părăsiri bruște și violente a teritoriului undeva la sfârșitul secolului al VI-lea (probabil faptul e legat de marea pustiire avară din 587). La Tropaeum s-a purtat o bătălie importantă, care a pecetluit de altfel sfârșitul orașului antic. Urme de incendieri serioase au fost găsite la Ulmetum, Callatis și Histria.
În secolul VII bulgarii au invadat teritoriile la sud de Dunăre, ajungând pe râul Marița și la Marea Adriatică. Prima fază a fost consumată în 679, când hanul Asparuch trece Dunărea și se instalează în Moesia și Scythia Minor. Dobrogea a rămas sub dominație bulgară până în 971. În acest răstimp, populații slave s-au așezat printre Tracii latinizați sau elenizați din regiune. Mai târziu, când puterea bulgară a început să scadă, Dobrogea a retrecut în stăpânirea bizantină în 971, iar Bulgaria a fost în cele din urmă integral cucerită de bizantini în 1014.
În jurul anului 845, în zona Dunării și a Dobrogei este menționat poporul N.nd.r. (sau V.n.nd.r. după altă sursă).

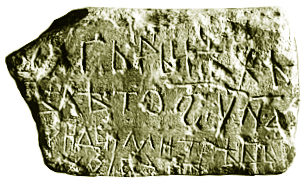
Inscripția din 943 menționând un jupân Dimitrie.

În secolul al X-lea, sunt menționați și doi jupani (conducători), probabil de origine bulgară sau vlahă: Gheorghe și Dimitrie (cca. 943).
Imperiul bizantin a reușit cu greu să mențină Dobrogea sub dominația sa din cauza atacurilor pecenegilor și a cumanilor și a răscoalelor bulgarilor și proto-românilor (Valahi). Un alt pericol l-au reprezentat armatele cneazului rus Sviatoslav, care în 971 au asediat Dristra (Silistra). Această cetate, împreună cu Constanța și altele s-au pus sub protecția împăratului bizantin, reușind astfel să respingă asediul.
După acest eveniment, împăratul Ioan I Tzimiskes a alcătuit în acele locuri o themă, numită "Mesopotamia Apusului" cu centrul la Licostomo (Gura Lupului în grecește) sau la Dristra. Această themă era alcătuită din două strategate: cel de Dristra în nord și cel de Ioannopolis în sud. Primul strateg a fost un anume Leon. Prin 975 - 979, strategatul de Ioannopolis a fost încorporat în thema Thracia, în vreme ce thema Mesopotamia Apusului era împărțită într-un strategat omonim (în nordul Dobrogei) și cel de Dristra (în sudul Dobrogei). Porturile Dristra, Aegyssos și Constantia adăpostesc atunci dromoanele care apără Mesopotamia Apusului. După 986, bulgarii au cucerit strategatul Dristrei, până la linia întărită Constanța - Cernavodă. Teritoriul rămas (practic strategatul Mesopotamia Apusului și câteva fortificații dunărene între Cernavodă și Dristra) au fost reorganizate într-o toparhie cu o largă autonomie politică, administrativă și decizională. Campania din anul 1000 pornită de împăratul Vasile II Macedoneanul a readus teritoriile de est ale Bulgariei sub ascultarea unui strategat al Dristrei, thema Mesopotamia Apusului fiind desființată. Această formațiune nouă a fost pentru scurtă vreme subordonată themei Thracia, urmând ca după câțiva ani să fie separată.
După 1020, împăratul Vasile II a înființat o nouă themă, numită Paristrion sau Paradunavon. Aceasta cuprindea teritoriile dintre Munții Balcani, Dunăre (de la Vidin până la gurile de vărsare) și Marea Neagră. Centrul noii formațiuni era tot orașul Dristra, iar conducătorul ei se numea katepan, duce sau arhonte. Această temă, fără alte subdiviziuni, va rămâne sub stăpânirea bizantină până în secolul al XII-lea (cu scurte întreruperi în 1047/48–1053, 1056–1059, 1064–1065, 1072–1091, când granița a fost retrasă temporar pe aliniamentul Munților Balcani).
În 1072, împăratul Nicefor III Botaneiates l-a trimis în zona Dobrogei de sud pe generalul Nicefor Bryennus să îl pedepsească pe răsculatul Tatrys.

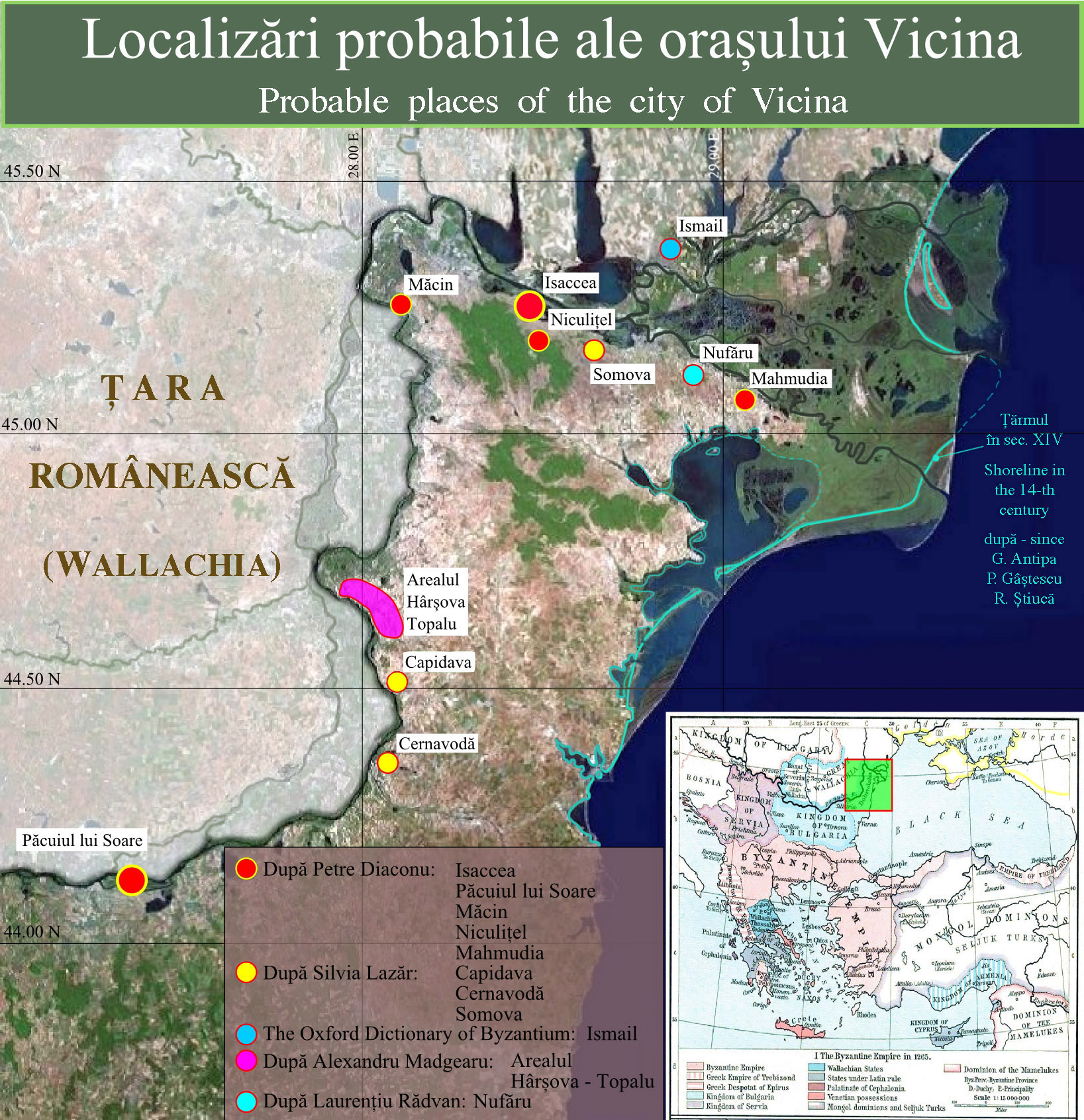
Localizările posibile ale cetății Vicina.

În 1087, împăratul Alexios I Comnen, împreună cu aliații săi cumanii, duce o campanie la nord de Dunăre împotriva pecenegilor. Sora împăratului, Anna Comnena, menționează în opera sa „Alexiada” trei mici formațiuni în Dobrogea în perioada 1086-1091: jupânii Tatos/Chalis (probabil același cu Tatrys), în zona Silistrei; Sacea (Satza/Sata), în zona Deltei Dunării și Sestlav, în zona Vicinei:
„[...] Voind să povestesc o năvălire împotriva împărăției romeilor mai groaznică și mai mare decât cea dinainte, iau lucrurile din nou de la început; căci s-au amestecat ca valurile mării. Un neam scitic, prădat zilnic de sauromați, părăsindu-și sălașele, a coborât la Dunăre, și, căzând de acord asupra acestui lucru, au intrat în tratative cu conducătorii lor, cu Tatos, numit și Chalis, cu Sestlav și Sața, căci trebuie să amintesc și numele celor mai de seamă dintre ei, deși trupul istoriei se murdărește cu aceștia, unul, ținând în stăpânirea sa Dristra, ceilalți Vicina și celelalte.” (Anna Comnena)
Nicolae Iorga socotește că acești trei conducători ar putea să fi fost români „dicieni”, sau, dacă erau pecenegi, că stăpâneau cnezate de români „dicieni” iar acțiunea lor ar fi reprezentat o încercare de emancipare de sub tutela bizantină. Această ipoteză a fost susținută și de către Nicolae Bănescu și C. Brătescu, acesta din urmă comparând aceste „cnezate românești” cu cele ale lui Litovoi și Seneslau. Alți istorici, îndeosebi bulgari, contestă, uneori în limbaj polemic, caracterul românesc al celor trei formațiuni statale. Gheorghe Brătianu presupune că Tatos era peceneg, Sestlav un șef slav al Vicinei iar Sața un șef local, însă lasă loc la interpretări:
„Este foarte greu de stabilit precis care le este naționalitatea. Fapt este că din momentul acela Dobrogea este ocupată aproape permanent de neamuri turcești. Rând pe rând urmează pecenegi, uzi, cumani, [...] pe urmă și elemente venite din Asia Mică selgiukidă. Este deci o permanență de viață turcească [...]. Față de unele teorii emise în țara vecină cu noi dinspre sud, această constatare nu este lipsită de interes, pentru că arată că, în orice caz, sub o formă turcească, destinele Dobrogei au fost din momentul acela pentru multă vreme deosebite complet de ale Bulgariei din Balcani.” (Gheorghe Brătianu)
În 1094 este menționat de Ana Comnena un alt conducător local al Vlahilor, numit Pudilă.
Pe harta călătorului arab Idrisi, alcătuită în 1154, zona aflată între Dunăre și Marea Neagră este denumită Burgean sau Brugean.
În 1185, are loc răscoala fraților vlahi Asan și Petru. Isaac al II-lea Angelos conduce mai multe expediții împotriva vlahilor răsculați în 1187, 1188, 1190 și 1192 dar aceștia revin de fiecare dată după plecarea trupelor. În 1194 după o ultimă bătălie cu Imperiul Roman la Arkadiopolis, Dobrogea intră sub dominația statului Imperiului Vlaho-Bulgar, numit în documentele epocii Regnum Bulgarorum et Valachorum, dar în istoriografia modernă „Al doilea Imperiu Bulgar”. Isaac al II-lea Angelos a fost ultimul împărat roman care a controlat în întregime Dobrogea.
După marea invazie mongolă din 1241, Bulgaria și Dobrogea sunt ocupate de tătari, ocazie cu care este distrusă total cetatea de la Păcuiul lui Soare.  Tătarii au construit o cetate la Isaccea de unde controlau teritoriile din Rutenia, Cumania valahă și Bulgaria, și de unde luau tribut.  
Ocupația tătară durează până în 1320/5, când Dobrogea devine independentă sub numele de Principatul de Cărvuna, denumit în istoriografia modernă „Despotatul Dobrogei”.
Delta Dunării (cu excepția deltei secundare a brațului Chilia) face tradițional parte din Dobrogea, dar în Antichitate și Evul Mediu, litoralul se afla mult mai la apus (între Chilia Veche și Murighiol pe vremea lui Strabon, între Periprava și Lacul Dranov în epoca bizantină), astfel încât hărțile istorice care reprezintă Dobrogea cuprinzând toată Delta actuală, mărită de aluvionarea ulterioară, sunt geomorfologic false.

### Conducătorii Dobrogei în sec. XIV

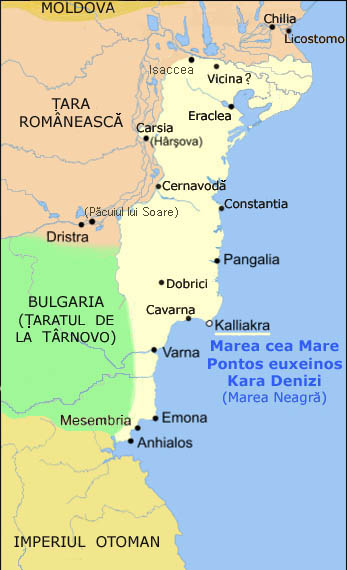
Despotatul dobrogean în 1370.

Dobrogea apare in cronicile arabe din secolul al XIII-lea sub denumirea de Șakji. Aceste cronici menționează ca locuitori pe vlahi, cu termenii “al-Awalak” și “ulaqut” 
În 1320/5 este menționat un anume Balică sau Balko în Principatul Cărvunei (Dobrogea), care se întindea de la zona actualului Babadag în nord, până la Mesembria (azi Nesebăr) la sud. În 1346, fiii lui Balică, Dobrotici si Teodor, se implică în luptele dinastice din Imperiul Bizantin de partea împărătesei Ana de Savoia. Din cauza aceasta, în 1347, din ordinul împăratului Ioan V Paleologul, emirul Bahud din Umur, un vasal al Bizanțului, conduce o expediție împotriva lui Balică, în timp ce dromoanele bizantine atacă porturile de la Marea Neagră. Balică și Teodor mor în timpul confruntării, Dobrotici devine conducător.
Între 1352-1359, odată cu scaderea puterii Hoardei de Aur, Țara Românească ia în stăpânire gurile Dunării cu cetățile Oblucița (azi Izmail, Ucraina) și Chilia, și Insula Șerpilor, în timp ce un nou stat apare sub jupânul tătar creștinat Demetrios în zona Vicinei (actualul masiv al Măcinului, malul sudic al Dunării). Mai la sud de acesta, despotatul Dobrogei este creat de Balică, dar conducătorul suprem a fost Dobrotici căruia i se datorează despărțirea regiunii de Imperiul Bizantin, care, cu ajutorul Genovezilor și al Tătarilor, o recucerise în 1262 de la Țaratul Vlaho-Bulgar (șubrezit de invaziile tătare). Despotatul Dobrogei se întindea pe teritorii aparținând astăzi Bulgariei (la sud) și României (la nord) cu o populație mixtă cuprinzând nu numai Bulgari, Români și Tătari (aceștia din urmă, sosiți în 1224), ci de asemenea Greci, Armeni și Genovezi în porturi. Capitala era la Cărvuna (azi Kavarna, Bulgaria) iar cetatea domnească nu departe, la Caliacra. Frontierele i s-au modificat de mai multe ori în decursul existenței; a cuprins porturile Constanța și Mangalia (cetățile antice Tomis și Callatis) unde Genovezii aveau reprezentanțe.

#### Formarea Dobrogei
În 1357, Dobrotici se declară despot. În același an, pierde Mesembria și Anhialos (azi Nesebăr și Pomorie, Bulgaria), recucerite de împăratul bizantin Ioan V Paleolog. Dar doi ani mai târziu, în 1359, Dobrotici cucerește cetatea Vicina de la jupânul Demetrios, gurile Dunării de la Țara Românească, Silistra de la Țaratul Târnovo, și îi alungă din țară pe Genovezi care păstrează doar portul Licostoma (azi Periprava). Noul stat capătă numele de Dobrogea, după Dobrotici. Arhiepiscopul Vicinei, Iachint, devine primul metropolit al Țării Românești tot în 1359. În 1366 Ioan V Paleolog vizitează Roma și Buda, încercând să capete ajutor pentru campania sa împotriva Dobrogei, în cursul căreia este capturat la Varna. O nouă campanie condusă de Amedeo VI de Savoia, sprijinită de Veneția și Genova încearcă să-l elibereze pe împărat. După ce Amedeo cucerește unele cetăți din sud, Dobrotici negociază pacea eliberându-l pe împărat și căsătorindu-și fiica cu Mihail, fiul împăratului.
În 1369, Dobrotici împreună cu aliatul său Vladislav I al Țării Românești l-au ajutat pe Ivan Strațimir să revină la tronul Vidinului. Cu acest prilej cetățile Dârstor (Silistra) și Chilia trec în posesia Țării Românești. În 1379, flotele munteană și dobrogeană blochează flota genoveză în fața Constantinopolului.
În 1386, Dobrotici moare și îi urmează la tron Ivanko sau Ioan, care acceptă pacea cu Murad I al Imperiului Otoman și semnează un tratat comercial cu Genova. Ivanco moare în 1388 în timpul expediției Marelui Vizir Çandarli Ali Pașa împotriva Țaratului Târnovo (și a cetății Dârstorului atunci în stăpânirea Țării Românești). În urma expediției, peste jumătate din teritoriul Dobrogei cade sub dominația Imperiului Otoman, în timp ce Dobrogea de Nord intră în componența Țării Românești, care îl învinge pe Marele Vizir.
De notat că istoria Dobrogei independente este ocultată de aproape toate atlasurile istorice și lucrările de vulgarizare, fiind menționată doar în lucrările și articolele de specialitate, nu fără câteva polemici de altfel, dat fiind caracterul său multinațional care permite atât Bulgarilor, cât și Românilor, să revendice această istorie a Dobrogei ca parte integrantă a istoriei naționale a fiecărei țări.

### Dobrogea sub Mircea cel Bătrân

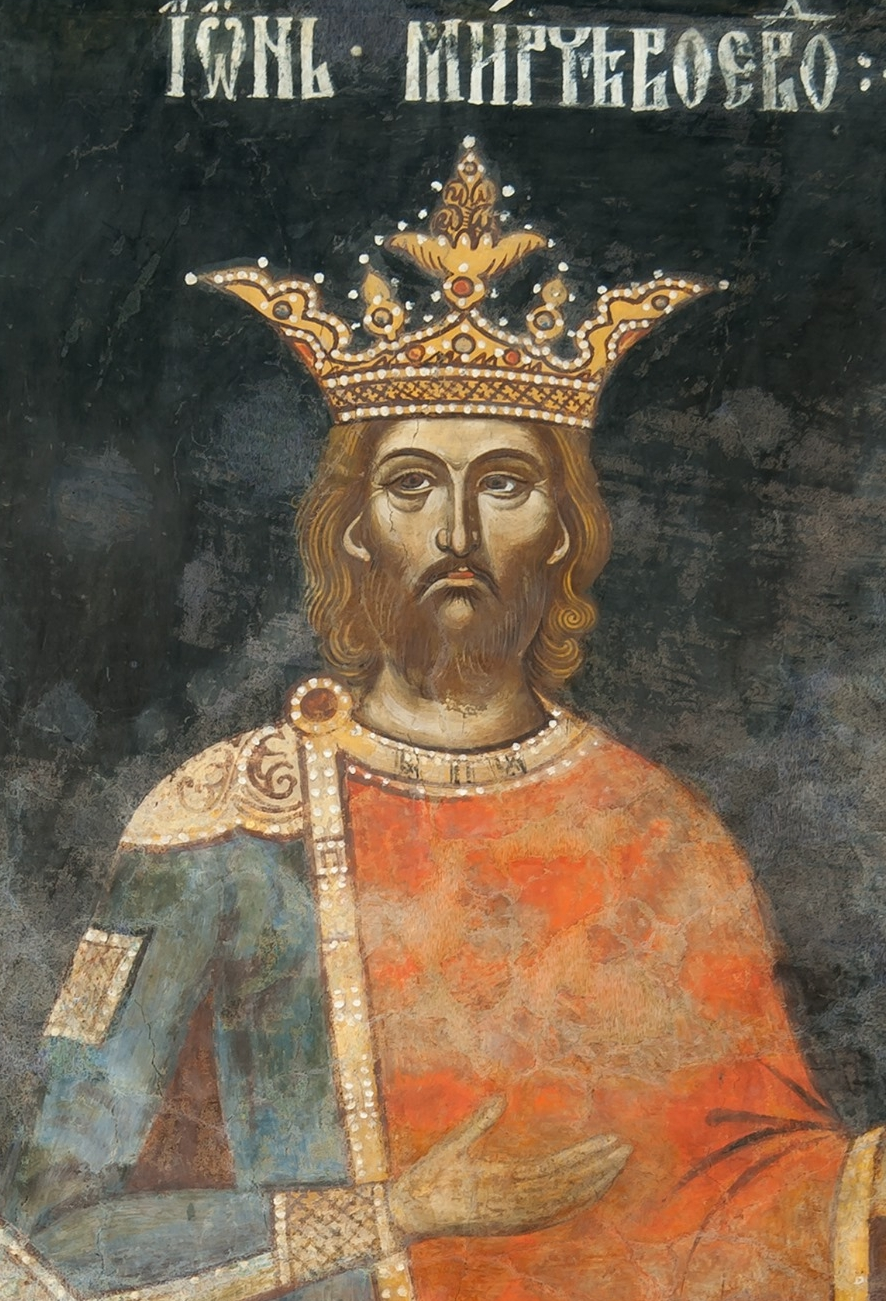
Mircea cel Bătrân, despot al Țării lui Dobrotici

Mircea cel Bătrân a alipit Țării Românești Dobrogea în 1388/9. În 1393, Baiazid I cucerește sudul Dobrogei și îl atacă pe Mircea în Țara Românească, dar fără succes, iar în 1395 Mircea recucerește teritoriile pierdute cu ajutorul aliaților săi, Regatul Ungariei. A treia ocupație otomană a avut loc între 1397 și 1404.
Înfrângerea lui Baiazid I de către Timur Lenk la Ankara în 1402 deschide o perioadă de anarhie în Imperiul Otoman.În 1403, Mircea ocupă cetatea genoveză Licostomo de la gurile Dunării, iar în 1404 recucerește Dobrogea și se implică în luptele dinastice din Imperiul Otoman.
După moartea lui Mircea, în 1418, fiul său Mihail I, reîncepe luptele cu turcii, pierzându-și viața într-o luptă în 1420.În anul acela, sultanul Mehmed I cucerește Dobrogea, Țara Românească rămânând doar cu Delta Dunării, dar nu pentru mult timp.

### Dobrogea sub stăpânirea turcă. Scurtele reveniri la Țara Românească
În ceea ce privește momentul intrării definitive a Dobrogei sub dominația turcă, opiniile istoricilor sunt împărțite. Nicolae Iorga socotește că acest teritoriu a intrat definitiv sub stăpânirea otomană în 1416. C. C. Giurescu, Ștefan Ștefănescu și Gheorghe I. Brătianu sunt de părere că acest lucru s-a întâmplat în 1417, iar Viorica Pervain — în 1420. Există, de asemenea, o serie de istorici care consideră că Dobrogea a căzut sub stăpânirea otomană treptat, în etape. Astfel, M. M. Alexandrescu-Dersca-Bulgaru este de părere că ofensiva otomană în acest sens a început în 1417 și s-a terminat în anii 1445 - 1452, în urma cruciadei europene cu sfârșitul tragic la Varna, iar Anca Ghiață plasează începutul în 1420 și finalul în 1484, când otomanii cuceresc și gurile Dunării. Maria Chiper argumentează că Dan al II-lea a stăpânit și el, vremelnic, măcar o parte din teritoriul Dobrogei, iar Radu-Ștefan Ciobanu, bazându-se pe dovezile arheologice descoperite în cetatea Enisala, împinge această stăpânire cu dese întreruperi a domnilor români până în vremea lui Vlad Țepeș.
Stăpânirea lui Vlad Țepeș, pentru câteva luni, peste cel puțin o parte a Dobrogei este legată de campania sa pe malul drept al Dunării din primăvara lui 1462.
În 1594 și în anii următori Mihai Viteazul a condus o campanie militară la sudul Dunării, cucerind cetățile Isaccea, Măcin, Cernavodă, Babadag, Târgul de Floci, Silistra și chiar Razgrad, Rusciuc, Șiștova, Nicopole și Vidin. Potrivit istoricului Nicolae Iorga, călăreții lui Mihai Viteazul ajunseseră până la Adrianopole în est și Plevna în vest. Această acțiune a fost coroborată cu cea a voievodului moldovean Aron Tiranul care a readus sub stăpânirea sa Bugeacul, în aceeași perioadă. În 1601 Mihai Viteazul a preluat aceste teritorii o dată cu instalarea sa pe tronul Moldovei, astfel încât Dobrogea și gurile Dunării s-au aflat sub stăpânirea sa până la moarte.
După cucerirea Dobrogei, otomanii au transformat-o într-un sangeac al provinciei Rumelia, după care, în 1599, a fost înființat elayetul Silistra, ce cuprindea Dobrogea (toată), Bugeacul și Edisanul. În secolul al XVII-lea, acestui elayet i-au mai fost adăugate o mare parte din Bulgaria și Turcia europeană de astăzi. În 1864 ce mai rămăsese din elayetul Silistrei (părțile la nord de Dunăre fiind anexate de Imperiul Rus) a fost transformat în vilayetul Dunării.
Pe hărțile din secolele XVI și XVII (de exemplu pe harta lui Abraham Ortelius, Antwerpen 1602), Dobrogea apare și sub denumirea de Syrfia despre care s-a presupus că ar deriva din Servia (Serbia) greșit plasată, dar în arhivele Mitropoliei din Tărnova, este menționată în 1630 : "Episcopia Varnei din Syrfia": este deci clar că Syrfia era o denumire de atunci a Dobrogei (cu atât mai mult cu cât Serbia figurează aparte, la locul ei), cuvântul Syrfia însemnând în limba greacă "muscărie", lesne de înțeles pentru oricine cunoaște roiurile estivale de diptere din jurul limanelor dobrogene, probabil favorizate de dominanta ovină a păstoritului din ținut sub stăpânirea otomană.
Sub dominația otomană, Dobrogea, pe lângă Turcii și Tătarii musulmani așezați aici din ce în ce mai numeroși, cuprinde în continuare o populație de "Ghiauri" printre care administrația otomană îi deosebește pe Ladinlar (Evrei de limbă spaniolă, veniți în Imperiul otoman din Andaluzia, după cucerirea Grenadei de către catolici), pe Ermenlar (Armeni), pe Gök-Oğuzlar (Găgăuți), pe Rumlar (Greci), pe Cingene (Țigani), pe Bulgarlar (Bulgari) și pe Iflaklar (Români), aceste două ultime grupuri fiind cele mai numeroase. Românii dobrogeni băștinași, care își spuneau Dicieni (nume care după George Vâlsan provine de la cetatea Vicina menționată în cronicile medievale ) erau raia (adică supuși otomani), și ca atare plăteau, ca toți ghiaurii, haraciul (impozit pe necredincioși), în timp ce Românii veniți din părțile Sibiului, din Moldova sau din Țara Românească, ziși mocani erau parțial scutiți.
În decursul celor peste patru veacuri de stăpânire otomană, un număr neverificabil, dar însemnat de ghiauri s-au turcit pentru a scăpa de acest haraci, astfel că o parte din turco-musulmanii dobrogeni sunt, de fapt, de origine creștină.
Începând cu anul 1840, în Dobrogea au fost colonizați germani, cunoscuți ca germani dobrogeni, care au înființat o serie de localități noi. Majoritatea acestor locuitori de origină germană, aproape 16.000, au părăsit teritoriul dobrogean în anul 1940.
Vezi și: Lista beilerbeilor de Silistra

## Istoria modernă a Dobrogei
Unirea Principatelor în anul 1859 a dat naștere României și a avut un ecou important în rândul românilor din Dobrogea. Escalada „crizei orientale”, prin răscoalele antiotomane din Bosnia și Herțegovina din vara anului 1875 și din Bulgaria în 1876, s-a resimțit în Dobrogea printr-o sporire a încordării generale și printr-o înăsprire a atitudinii autorităților turcești. Aceasta situație tensionată nu a împiedicat construirea căii ferate Cernavodă-Constanța (de către o societate britanică), modernizarea porturilor, sporirea bunăstării generale și a numărului școlilor românești (dar și grecești și bulgărești) din Dobrogea, plasate sub oblăduirea călugărului român Nifon Bălășescu (născut în județul Sibiu, călugărit la Căldărușani).

### Sprijinul acordat emigrației revoluționare bulgare

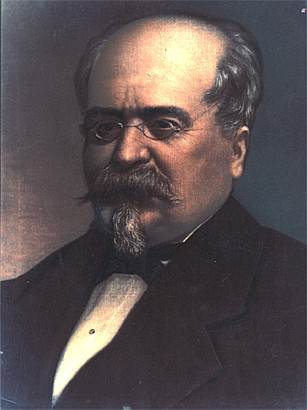
Mihail Kogălniceanu

În România și Dobrogea, susținerea luptei revoluționarilor naționaliști bulgari („comitagii”) pentru independență dura de mai multe decenii, precum și azilul sistematic acordat emigranților bulgari, permisiunea de a forma organizații precum Comitetul Central Revoluționar Bulgar la București, ceeace tensiona relațiile cu „Sublima Poartă” otomană.
În final, România a luat poziție deschisă față de situația din Bulgaria protestând la 20 iulie 1873, pe lângă Marile Puteri europene față de starea în care se afla poporul bulgar : „Ororile, al căror teatru au fost și sunt încă provinciile bulgare ale Turciei, nu mai înseamnă astăzi o taină pentru nimeni. Ziarele cele mai bine informate dau amănunte cumplite asupra masacrelor din Bulgaria, garantând autenticitatea acestor informații. [...]Este o situație plină de primejdii și ar fi imposibil să ne facem cea mai mică iluzie în această privință; căci nu știu ce guvern ar putea să reziste multă vreme sentimentelor de revoltă a unei întregi populații care își vede frații și coreligionarii masacrați și bunurile lor distruse.[...] Și astăzi, când mii de bulgari și chiar români sunt uciși, când în Bulgaria se comit la lumina zilei cele mai mari atrocități, Europa creștină nu găsește în forța sa, în regulile civilizației, în legile umanității, alte mijloace să vină în ajutorul acestor nefericite populații decât o tăcere insultătoare ?”
Prin aceste acțiuni, s-a încetățenit în România, Bulgaria și Dobrogea sentimentul unei „frății de arme” între cele două popoare, iar privitor la Dobrogea circula în presa vremii ideia unei „împărțiri frățești” a regiunii, ideie concretizată în 1878 prin tratatele de la Yeșilköy (San-Stefano) și Berlin care împart Dobrogea între cele două țări (două treimi României, o treime Bulgariei) la sfârșitul Războiului pentru independență din 1877-78.
În a doua jumătate a anului 1876, pe măsură ce relațiile dintre Imperiul Țarist și Imperiul Otoman s-au deteriorat, prevestind izbucnirea războiului, guvernul român a apreciat că era imperios necesar să se ajungă la o înțelegere cu cel dintâi. Cu toate insistențele Domnitorului Carol și ale marelui om politic Ion C. Brătianu de a încheia un tratat general care să cuprindă nu numai probleme militare, ci care să asigure și recunoașterea independenței României și să garanteze integritatea tuturor frontierelor țării, dorința Rusiei a fost de a semna doar un tratat limitat care să evite chestiunile politice și să permită armatei țariste să traverseze teritoriul României, ceea ce a dus la încheierea Convenția din 4/16 aprilie 1877, care obliga guvernul imperial să respecte "integritatea existentă" și "drepturile politice" ale României 
Ratificarea Convenției a fost urmată la scurt timp de implicarea decisă a țării noastre în evenimente, prin declarația de război adresată Imperiul Otoman, urmare a generării unei stări conflictuale "de facto" de către acesta pe întreaga linie a Dunării. La 9 mai 1877 Adunarea Deputaților a proclamat independența de stat a României. De la tribuna Parlamentului, Mihail Kogălniceanu, ministrul de externe, declara: "Sîntem independenți, sîntem națiune de sine stătătoare. [...] Sîntem o națiune liberă și independentă". Proclamarea independenței era expresia voinței tuturor românilor, dar în capitalele europene gestul României a fost privit diferit în funcție de interesele particulare ale respectivelor state. Se încheia o etapă istorică, dar trebuia parcursă o alta, aceea a obținerii recunoașterii independenței pe câmpul de luptă pentru a putea fi impusă Porții Otomane, singura cale de urmat în situația dată.
Războiul ruso-otoman a început în primăvara anului 1877 și s-a desfășurat pe 2 fronturi: unul în Balcani și altul în Caucaz. Alături de armatele ruse a luptat armata română, la solicitarea expresă a Curții de la Sankt-Petersburg, dar și sârbi, muntenegreni și bulgari, organizați în trupe de voluntari pe teritoriul României. Principalele operațiuni s-au desfășurat în Balcani. Dealtfel, utilizarea teritoriului românesc de către armata rusă avea un rol definitoriu în planurile făcute de Imperiul Țarist.
Un tratat de alianță militară între Rusia și România nu a existat, dar a devenit o realitate prin îndeplinirea de către armata română a unor operațiuni militare în lunile aprilie-iulie 1877, care au constat în ocuparea unor dispozitive de apărare în lungul Dunării de la Turnu Severin la Ismail, concentrarea în Oltenia a 4 divizii care au asigurat flancul drept al dispozitivului strategic rus de pe Dunăre și imobilizarea unor forțe turcești care nu au putut astfel interveni în sectorul unde rușii forțau Dunărea, dar și înlocuirea de către divizia 4 română a trupelor ruse care asigura garnizoana cetății Nicopole pentru că aceasta din urmă să poată lua parte la a doua luptă de la Plevna.
În august 1877, ca urmare a telegramei marelui duce Nicolae către Principele Carol I în care solicita ajutorul românesc, are loc intrarea efectivă în luptă a armatei române. Trei divizii românești au participat  la a treia bătălie a Plevnei, până la capitularea cetății.
În octombrie trupele române au luat parte la luptele de la Teliș-Gorni-Dubnik și Semeraț-Trestenik; cucerirea Rahovei a reprezentat un succes nemijlocit românesc în noiembrie 1877. La 28 noiembrie armata română cucerea fortificațiile de la Opanez pentru ca în prima parte a lunii ianuarie, divizia română a II-a infanterie să ocupe teritoriul Vidinului (A.M.A.E f. 130-335). Aceasta, împreună cu întreaga Vale a Timocului poseda o numeroasa populație românească (vlahă) aflată în contact neîntrerupt de-a lungul timpului cu malul stâng al Dunării, cu teritoriul românesc de la nord de Dunăre. 

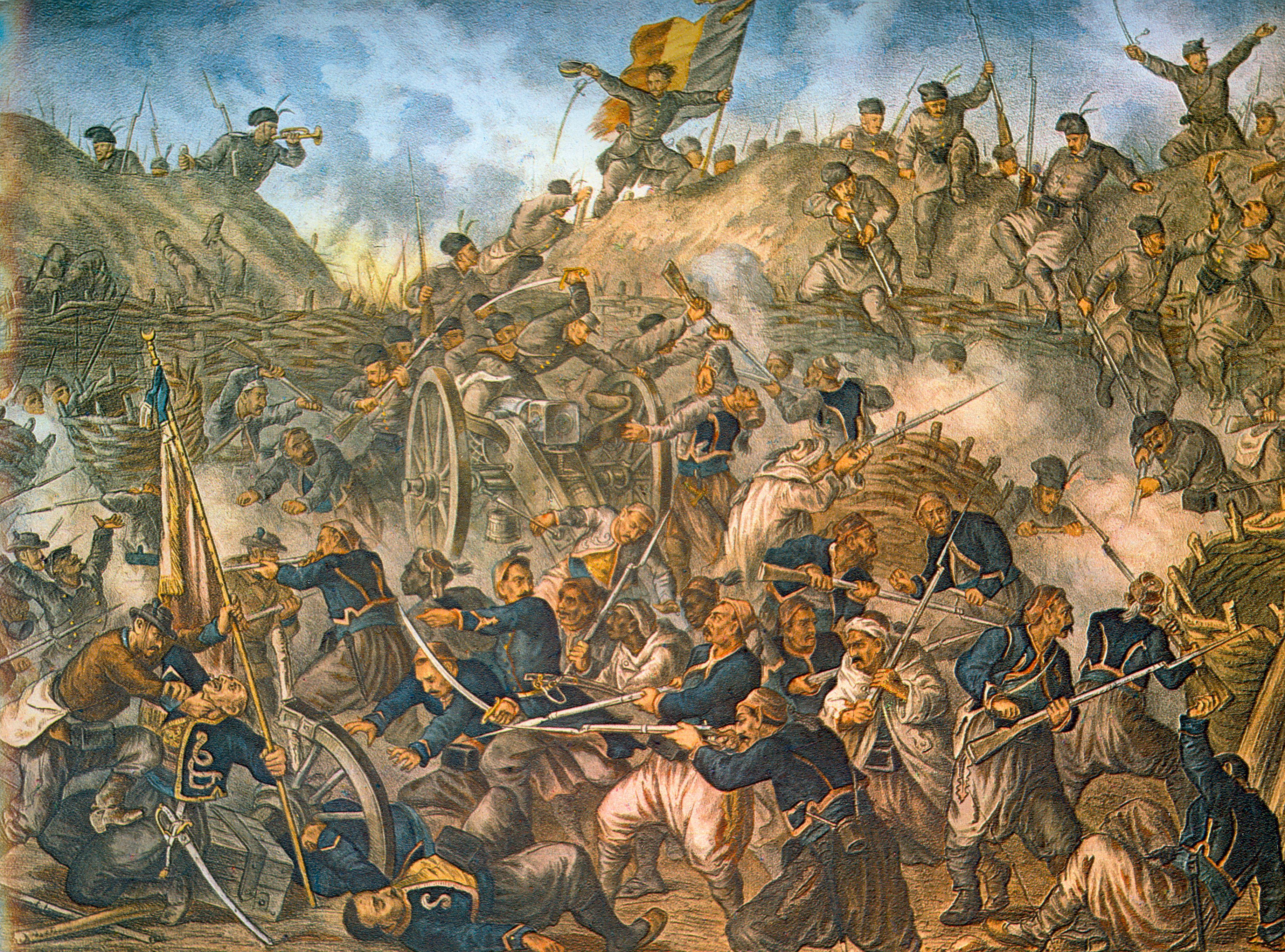
Luptele de la Grivița

La 23 ianuarie 1878 Imperiul Otoman a cerut armistițiul, care a fost încheiat la Kazanlîc.
România a participat la război cu o armată de 58700 oameni și 190 de tunuri moderne. Pierderile de vieți omenești s-au ridicat la peste 10000 persoane. Curajul și abnegația cu care au luptat românii au fost apreciate în repetate rânduri în presa românească, în presa străină și de către personalități europene precum marchizul Gramez de Wardes, Prințul Gorceakov sau Izzet Fuad Pașa. Edificatoare în acest sens sunt cuvintele lui Mihail Kogălniceanu din scrisoarea trimisă către agentul diplomatic al României la Viena, Ion Bălăceanu, care spunea: „România a participat la războiul din 1877-1878 în modul cel mai activ și mai onorabil, ea a adus servicii de seamă acțiunii militare dusă în comun. În timpul cât s-au purtat lupte, România  a avut în chip notoriu și oficial rolul unui stat aliat și nu a precupețit nimic pentru a-și îndeplini cu lealitate acest rol.”.

#### Tratatele de la San-Stefano și Berlin

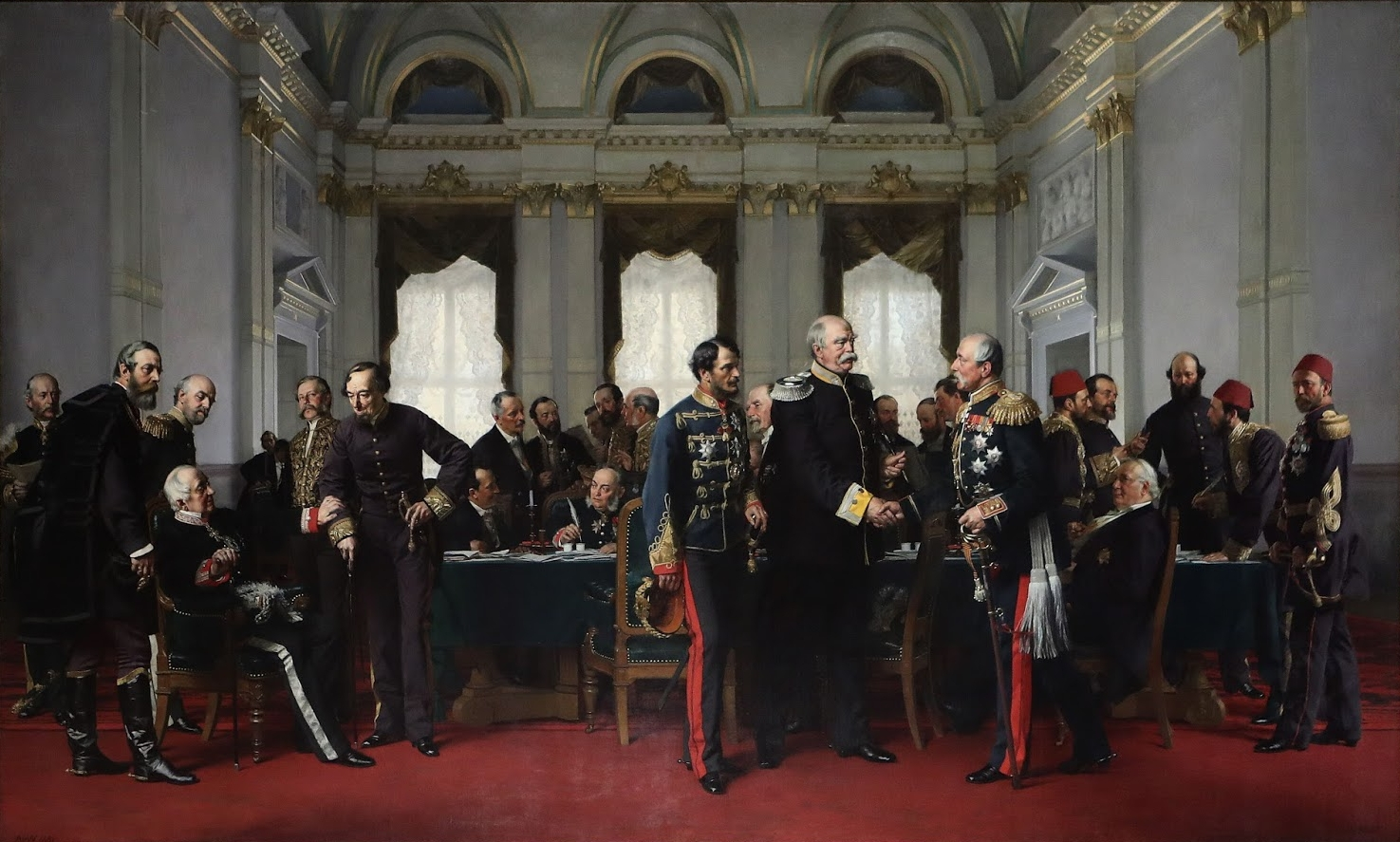
Pacea de la Berlin

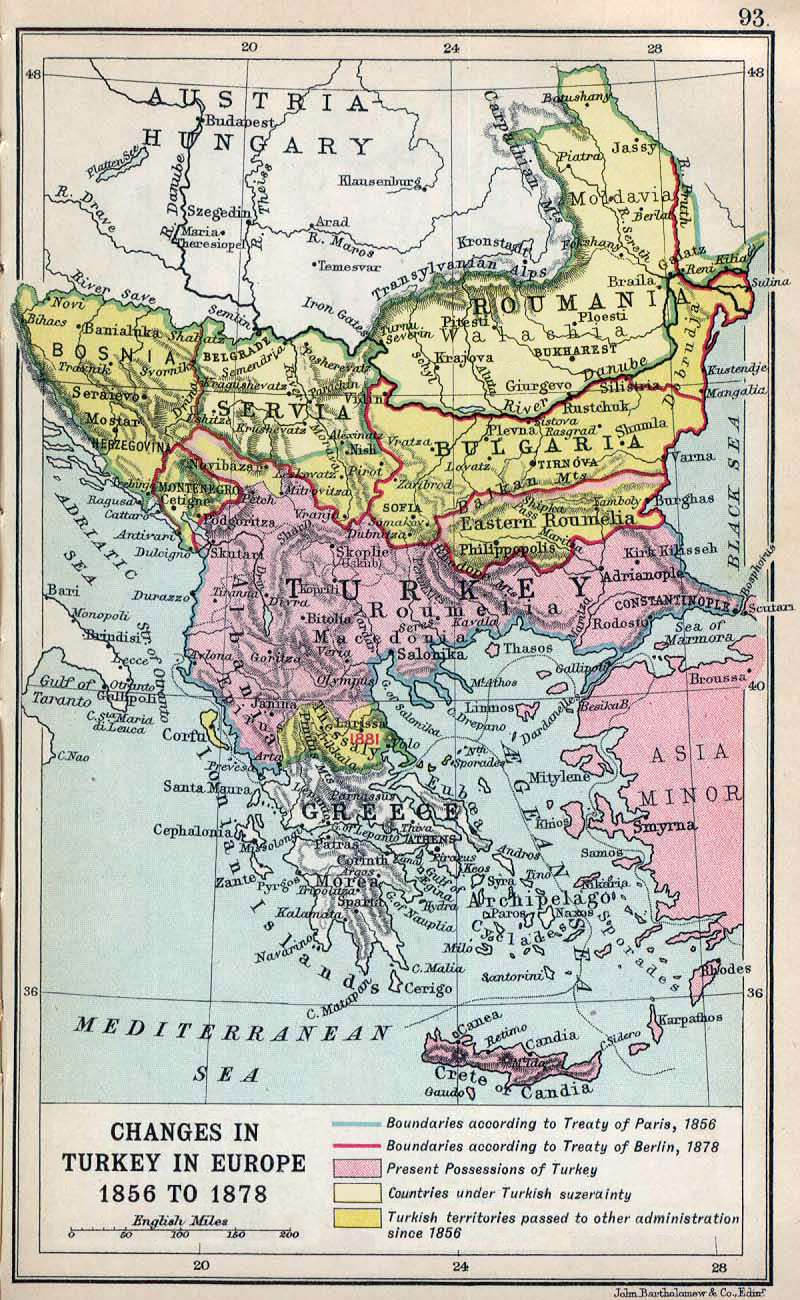
Modificările teritoriale hotărâte

Românii aduseseră un aport militar foarte important, în anumite momente hotărâtor pentru campania antiotomană, în interesul general al tuturor popoarelor balcanice asuprite de Semilună, care a ușurat și a scurtat durata războiului. Cu toate acestea, delegatul guvernului român nu a fost admis să participe la negocierile de armistițiu și de pace, care s-au încheiat prin Tratatul ruso-turc de la San Stefano, lângă Constantinopol, la 19 februarie 1878. România, Serbia și Muntenegru au fost recunoscute ca state independente, iar Bulgaria a devenit autonomă. Totodată se hotăra autonomia administrativă a Bosniei și Herțegovinei. Pentru o parte a despăgubirilor de război pe care trebuia să le plătească, Imperiul Otoman ceda Rusiei Dobrogea, pe care aceasta din urmă își rezerva dreptul de a o schimba cu partea Basarabiei, „pierdută pe nedrept” în opinia Curții de la Sankt-Petersburg la 1856.
Conform tratatului de la San Stefano, granița româno-bulgară în Dobrogea pornea de la un punct de pe malul Dunării situat la nord de localitatea Rasova, și ajungea la mare într-un punct situat la capul Tuzla, la sud de localitatea Agigea.
Dar tratatul de la San Stefano, prin modul în care fusese încheiat și prin prevederile sale, displăcea Marilor Puteri europene, care socoteau că provoacă un „dezechilibru strategic” în regiune în beneficiul Imperiul Țarist, prin apariția unui puternic stat al Bulgariei, căruia îi atribuia cea mai mare parte a fostelor teritorii otomane din Peninsula Balcanică (cu excepția orașului Salonic, care ar fi devenit o enclavă), care ar fi avut un litoral întins la Marea Egee, și ar fi fost un primejdios cap de pod al tradiționalelor interese rusești în zona Strâmtorilor. Astfel s-a impus reluarea negocierilor de pace în numele „păstrării echilibrului de forțe paneuropean”.
Ca urmare în iunie 1878 avea loc Congresul de Pace de la Berlin. Delegații români, bulgari și sârbi nu au fost admiși admise să participe la negocieri, ci aveau doar un rol consultativ, pe motiv că independența țărilor lor nu fusese încă recunoscută "de jure". Primul-ministru român Ion C. Brătianu și ministrul de externe Mihail Kogălniceanu au reprezentat România la Berlin și au susținut poziția țării conform „dreptului cel vechi” și jertfelor făcute în război. Expunerea delegaților români nu a fost luată însă în considerație.
Prin Tratat s-a recunoscut independența României în a cărei componență intrau Delta Dunării, Insula Șerpilor și Dobrogea de nord, frontiera cu Bulgaria urmând a fi stabilită ulterior (1880) de către o comisie internațională. Poziția categorică a delegației țariste, lesne de înțeles prin prisma intereselor sale urmărite sub stindardul panslavismului, a respins intenția puterilor europene de a stabili frontiera Dobrogei la apus de Silistra și de capul Caliacra, traseul definitiv al frontierei româno-bulgare pornind de la est de Silistra (fortul „Arabtabia”) până la sud de Mangalia (între cătunele „Ofidaki” și „Limanaki”, azi Vama Veche și Durankulak).
Cele trei județe românești din sudul Basarabiei - Cahul, Bolgrad și Ismail - reveneau Rusiei, însă Tratatul de la Berlin nu a pus în legătură alipirea Dobrogei la România cu cedarea celor trei județe mai sus-amintite. Curtea imperială de la Sankt-Petersburg, în schimb, a considerat cedarea forțată a Bugeacului de către România ca o compensare pentru alipirea Dobrogei.

#### Alipirea Dobrogei la Regatul României

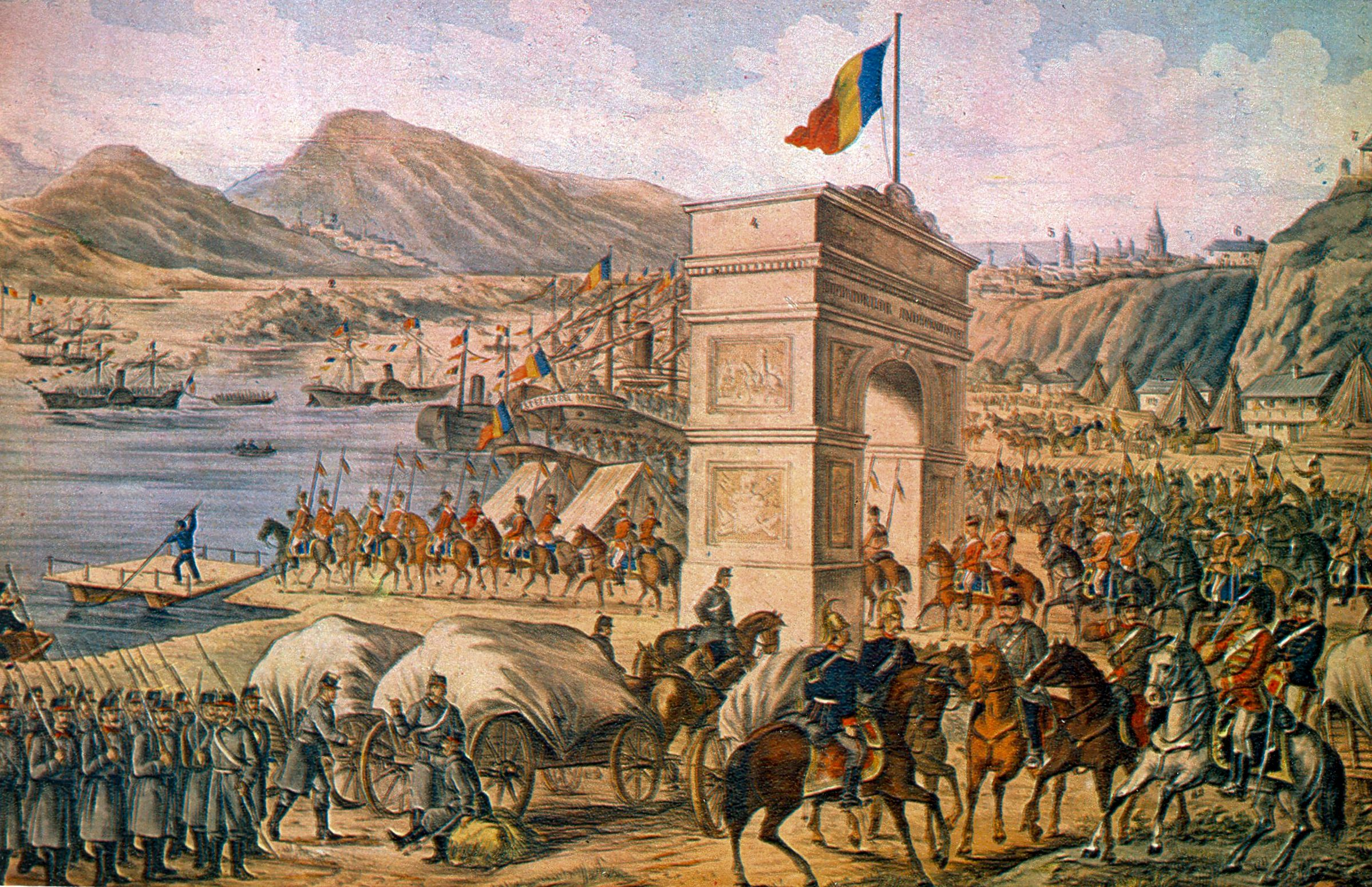
Intrarea Armatei Române în Dobrogea

Alipirea Dobrogei de nord a fost sărbătorită de românii dobrogeni, după cum o demonstrează primirea cu toată cinstea din iunie 1877 făcută la Măcin trupelor ruse și apoi în decembrie 1877 petiția dobrogenilor care, acoperită de nume și semnături, cerea unirea Dobrogei cu România. De altfel, numeroși români dobrogeni se înrolaseră în armata română ca voluntari în timpul războiului.
Unirea Dobrogei de nord cu România a fost dorința guvernului și populației românești în aceeași măsură și nu o situație impusă de ruși, pe care oamenii politici români ar fi încercat să o evite; ceea ce a încercat în fapt clasa politică românească, a fost evitarea pierderii Bugeacului.
În 1878, Dobrogea avea un total de 226.000 locuitori (dintre care 127.000 erau musulmani). Cei mai mulți erau tătarii (71.000), urmați de turci (49.000), români (47.000), bulgari (30.000), iar restul erau evrei, greci, armeni, ruși, circasieni și germani.
Lucrarea „Constituția Dobrogei” a fost scrisă de avocatul bucureștean Marin Vlădescu-Olt, în anul 1908.

### Implicarea României în războaiele balcanice
Cu totul altfel stau însă lucrurile, în privința Dobrogei de Sud (Cadrilaterul), unde populația de creștini (minoritară față de Turci) era bulgărească în proporție de opt zecimi conform recensământului otoman, și pe care România nu o revendicase niciodată (cu excepția Silistrei) înainte de 1913. Când statul-major român a hotărât ofensiva împotriva Bulgariei în 1913 în ciuda opoziție parlamentului, guvernul presa și opinia bulgară au considerat acest act ca o „trădare” și o „lovitură de cuțit în spinare”, Bulgaria fiind atunci atacată simultan de Serbia, Grecia și Turcia, după ce dusese principalul efort militar anti-otoman în Primul război balcanic. În România, Constantin Dobrogeanu-Gherea a protestat vehement împotriva acestei politici care, afirma el, va provoca dușmănia vecinilor sudici ai României pe o frontieră de peste 700 de km. Dacă populația turcească, majoritară în cele două noi județe Durostor și Caliacra, a primit alipirea la România cu indiferență sau chiar favorabil (România fiind pentru Turci un stăpân mai puțin anti-otoman), populația bulgărescă în schimb s-a socotit ocupată, colonizată, și a rezistat prin toate mijloacele, inclusiv violente (condiții evocate de filmul O vară de neuitat de Lucian Pintilie). Agresiunea României împotriva Bulgariei și anexarea Cadrilaterului au pus capăt așa zisei „frății de arme” româno-bulgare și efectiv au inaugurat o lungă eră de ostilitate între cele două națiuni, câștigul a însemnat redobandirea a 7412 km2 de teren fertil și bogat în resurse miniere cu o populație de 400.000 locuitori români, turci, bulgari, tătari, găgăuzi, romi și greci.

### Dobrogea și „Marele Război”
La capătul „Marelui Război” (cum a rămas prima conflagrație mondială în conștiința contemporanilor și în paginile istoriografiei mondiale) este împlinită întregirea României. Dintre toate teritoriile regatului întregit, Cadrilaterul este singurul în care Românii reprezintă sub 4 % din populație, dar această proporție va fi dublată prin așezarea aici a mai multor mii de familii de Aromâni veniți din peninsula Balcanică (Albania, Iugoslavia, Grecia și Bulgaria). Dar, în cadrul ostilității apărute din acest motiv între România și Bulgaria, Dobrogea este de acum încolo un „măr al discordiei” între cele două țări, Bulgaria revendincând acum întreaga provincie până la gurile Dunării, în timp ce istoriografia bulgară socotește de atunci încoace Dobrogea medievală ca un stat exclusiv bulgăresc, aceasta până în zilele noastre și în ciuda lucrărilor „Comisiei mixte de istorie bulgaro-română” înființată la 5 iulie 2001.
În vara lui 1916 România intră în război de partea Antantei împotriva Germaniei, Austro-Ungariei, Bulgariei și Turciei (Puterile Centrale). Pentru Bulgaria, războiul trebuia să fie prilejul de a căpăta teritoriile care îi fuseseră atribuite la Tratatul din Yeșilköy/San-Stefano, și Dobrogea.

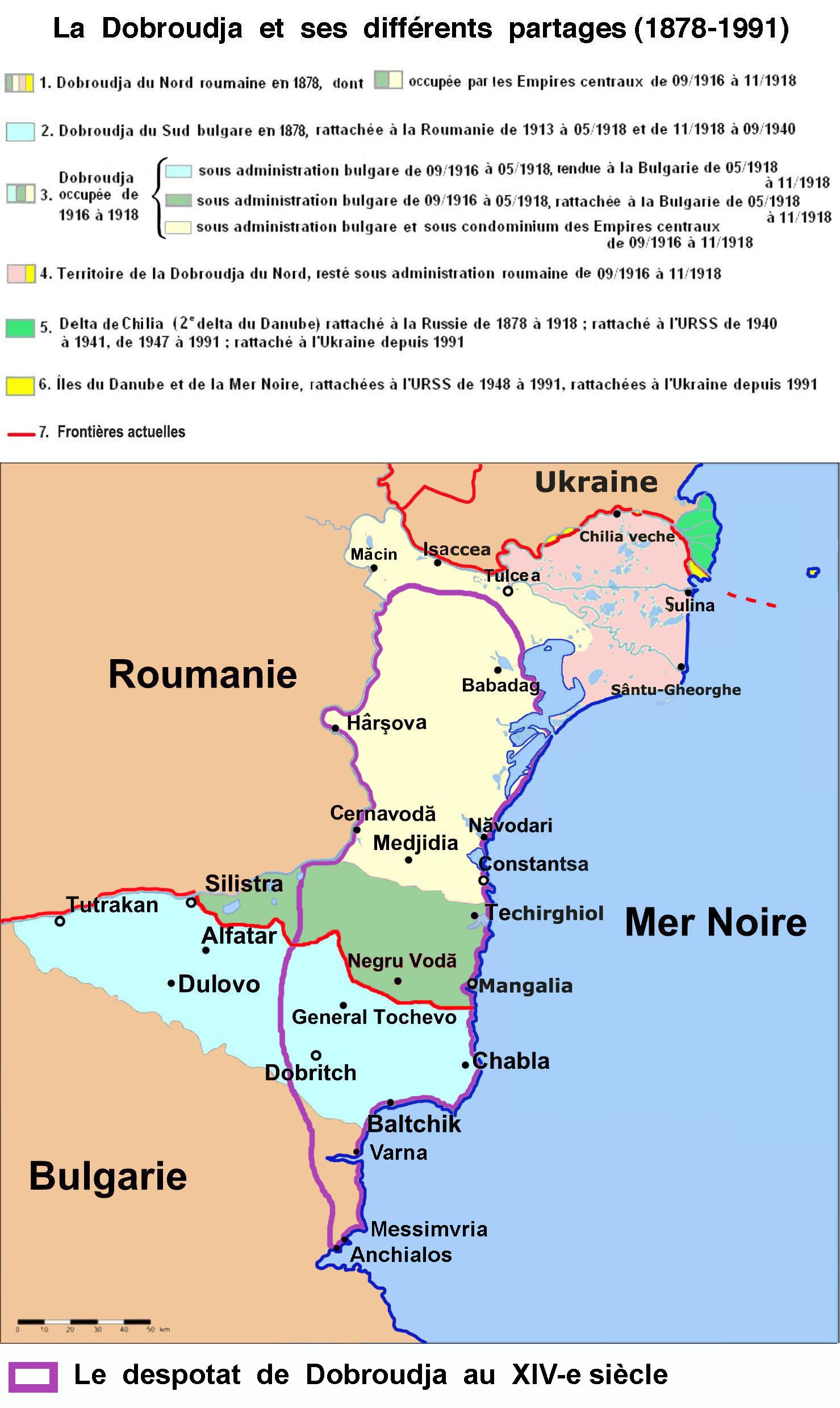
Împărțirile succesive ale Dobrogei moderne

Ofensiva trupelor bulgare începe chiar înainte ca declarația de război să fie înaintată ministrului României la Sofia. De partea românilor, Dunărea și frontiera terestră erau apărate de Armata a III-a, având în față Armata a III-a bulgară, bine dotată grație armamentului austro-german și beneficiind de susținerea ofițerilor și trupelor specializate germane. Elementul esențial care dădea forță acestei armate îl reprezenta comandamentul său german și însăși experiența șefului ei suprem, mareșalul Mackensen. În schimb, armata română se afla într-o poziție de inferioritate atât numerică, precum și tehnică, iar din punct de vedere organizatoric comandamentul se găsea la aproape 200 de kilometri de front, la cartierul-general al generalului Mihail Aslan la... București !
În aceste condiții, la 1 septembrie 1916 a avut loc bătălia de la Turtucaia, ce avea să marcheze prima mare înfrîngere militară a României în acest război. După cinci zile, în urma gravelor pierderi suferite, tânărul stat român a trebuit să se retragă din întregul teritoriu al Dobrogei. În această bătălie, conform prevederilor lui C. Dobrogeanu-Gherea cu trei ani mai devreme, ostașii români măcelăriți (inclusiv o parte din răniți și din prizonieri) de armata bulgară îndoctrinată cu ura față de ocupantul român, au plătit un sângeros tribut pentru politica de extindere teritorială voită de cercurile politice și militare bucureștene în 1913.

#### Sub stăpânirea Bulgariei
Autoritățile și populația românească locală fiind în prealabil evacuate, coloane de trupe germano-bulgare își făceau intrarea în Constanța la 22 octombrie 1916. Orașul era devastat de bombardamentele crucișătoarelor germane (printre care Breslau, care distrusese și farurile de pe coastă și din Insula Șerpilor) și în mare parte pustiu. Ceea ce îndeobște se cunoaște mai puțin de către publicul larg, este că ocuparea orașului a reprezentat un episod tragic, nedemn de regulile războiului și de acordurile internaționale în vigoare privind teritoriile ocupate, populația civilă și prizonierii de război. În numele răzbunării pentru pierderea Cadrilaterului în 1913, unele unități bulgare s-au simțit eliberate de orice regulă și s-au dedat la acte de jaf și distrugeri (simbolic, au dat jos de pe soclu statuia lui Ovidiu și a trebuit intervenția gradaților germani din armata Mackensen pentru ca să fie repusă la locul său). Cu totul diferit a fost comportamentul aliaților lor germani care, deși aflați în stare de război, au evitat abuzurile.
Constanța, la momentul ocupării de către trupele Puterilor Centrale, era principalul debușeu economic al României și cel mai mare port comercial al țării la Marea Neagră, găsindu-se într-o situație prosperă, dacă ar fi să dăm ca exemplu doar faptul că "nu era an să nu se construiască 300-400 locuințe". Poate tocmai de aceea, orașul de la țărmul mării a avut de suferit de pe urma distrugerilor ocupantului bulgar, care, pe lângă rechiziția militară de bunuri, a permis etnicilor bulgari din Constanța să dispună și de avutul românilor evacuați.
Victoriile românești din vara anului 1917 pe frontul din sudul Moldovei, de la Mărăști, Mărășești și Oituz, spulberând mitul invincibilității armatelor Kaiserului, au permis Dobrogei să rămână măcar parțial în componența României, în ciuda revendicărilor Bulgariei. La aceste momente de epopee militară și-au adus o importantă contribuție și ostașii Diviziei a 9-a Constanța. Din păcate, retragerea Rusiei din război a izolat total România în fața puterilor centrale. În ciuda victoriilor de la Mărăști, Mărășești și Oituz care au permis menținerea unei "Românii Libere" în teritoriul Moldovei dintre Carpați, Siret și Prut, Regatul României, prin tratatul de pace de la 9 decembrie 1917, a fost obligat să cedeze Austro-Ungariei pasurile Carpaților și Bulgariei sudul Dobrogei până la o linie Rasova-Agigea.
Situația era aceeași în cea mai mare parte a țării, unde distrugerile materiale și umane erau extrem de mari. Două treimi din teritoriul statului român antebelic erau sub ocupație militară străină (cca. 100.000 km.p. și 3,5 milioane de locuitori), fiind supus unui regim de exploatare a tuturor resurselor naturale și economice. Ocuparea Constanței și a Dobrogei a slăbit forța militară a României, obligând marina română să tragă la port în Rusia, unde navele românești ne-fiind în bazele lor, nu dispuneau de nici-o facilitate, unele fiind chiar confiscate.
Situația României se agravă odată cu ieșirea Rusiei, devenită Sovietică, din război. Lenin, care fusese finanțat și înarmat de Kaiserul german pentru aceasta, își ținu angajamentele încheind cu puterile centrale armistițiul de la Brest-Litovsk (22 noiembrie/5 decembrie 1917) și oferindu-le fără luptă țările baltice, Bielorusia și Ucraina în care, oricum, bolșevicii erau minoritari. Rămasă singură, România a fost obligată să încheie Armistițiul de la Focșani la 7-9 decembrie 1917 și apoi să ia în discuție Pacea de la Buftea la 24 aprilie/7 mai 1918, prin care recunoștea ocupația militară a Puterilor Centrale asupra teritoriului dobrogean, Bulgaria anexând teritoriul situat la sud de linia Cochirleni (la Dunăre)-Peștera-Ciocârlia-Agigea (la mare). Tratatul nu a fost niciodată ratificat de către regele Ferdinand, astfel încât acesta a rămas nul de drept. Statutul Dobrogei sub ocupația bulgaro-germană a fost, până la Pacea de la Buftea, acela de teritoriu inamic ocupat, chiar dacă în zonele unde etnicii bulgari dominau (fâșia dunăreană Turtucaia-Silistra, estul Cadrilaterului și sud-estul Babadagului), o parte dintre aceștia au primit ocupația ca o eliberare. După Pacea de la Buftea, sudul Dobrogei fiind oficial cedat Bulgariei, nordul continuă să aparțină României, ca teritoriu parțial ocupat (Delta rămânând liberă și formând un nou județ cu reședința la Sulina). La sud de linia Cochirleni-Agigea, limba bulgară era declarată limbă oficială, făcându-se totodată importante schimbări de denumiri toponimice în sens favorabil intereselor Regatului Bulgar. Erau prevăzute și schimburi de populație (Bulgarii din jurul Babadagului cu Românii din sudul Dobrogei) dar acestea nu au avut timp să fie realizate. Sub această grea ocupație, care dura de doi ani, Constanța și Dobrogea mai aveau să rămână doar câteva luni, deoarece Bulgaria se retrase din război la data de 29 septembrie 1918, din cauza ofensivei Antantei venită dinspre sud, din Grecia.

#### Reîntregirea
Toamna lui 1918 a înclinat definitiv balanța armelor de partea Antantei pe Frontul de Vest, deruta previzibilă a Puterilor Centrale determinând conducerea politico-militară a României să reintre în "Marele Război" pentru a elibera teritoriile ocupate de forțele militare străine și în speranța împlinirii idealului "Marii Uniri". După ce în 29 septembrie 1918 Bulgaria s-a recunoscut înfrântă de Antantă, Dobrogea a rămas câtăva vreme sub ocupația germană, dar în decursul lunii Octombrie unitățile armatei Mackensen se retraseră la rândul lor, astfel că armistițiul cu Germania (11 noiembrie 1918) avea să găsească România și în stăpânirea teritoriului dintre Dunăre și Marea Neagră.
Populația dobrogeană a reușit să înlăture în mod rapid toate vicisitudinile create de război. Unirea tuturor românilor într-un singur stat național de 295.000 km2 cu 18,5 milioane de locuitori și stăpânirea unui litoral de 460 km între gura Nistrului și Ecrina (Ecrene în turcește) au adus Dobrogei o prosperitate deosebită, cum o demonstrează nivelul dezvoltării sale generale din perioada interbelică.
La Conferința de pace de la Paris din 1919-1920, Bulgaria fiind un stat învins, s-a rezolvat destul de ușor problema frontierelor în Dobrogea dintre România și Bulgaria. Bulgaria a fost acuzată de 76 de crime de război, totodată, adăugându-se și înfometarea populației civile, abuzurile și omorârea ostaticilor. Tot ce a dorit România de la Consiliul Suprem a fost să se revină la frontiera stabilită în 1913, astfel, României îi revenea Dobrogea și Cadrilaterul, regiuni ocupate de bulgari în 1916. Aliații erau de acord, dar doar cu o singură condiție: România era nevoită să semneze tratatul cu Austria și cel al minorităților, tratate care nu au fost semnate la 10 septembrie 1919, din cauza refuzului conducătorului delegației române, Ion I.C. Brătianu. După ce acesta demisionează și la fel a procedat și Arthur Văitoianu, care i-a urmat în funcție, astfel, a venit la conducere Alexandru Vaida-Voevod, care a semnat cele două tratate, la care s-a adăugat și tratatul cu Bulgaria de la Neuilly. Prin urmare, s-a lăsat intactă granița stabilită prin Tratatul de la București din 1913.